# Vincent du Vigneaud
Vincent du Vigneaud (Chicago, Illinois, 1901. május 18. – White Plains, New York, 1978. december 11.) amerikai biokémikus. 1955-ben kémiai Nobel-díjat kapott a ciklikus peptid elszigeteléséért, szerkezeti azonosításáért és teljes szintéziséért.

## Élete
Vigneaud 1918-ban érettségizett a Schurz középiskolában. Elkezdett kémiát tanulni az Illinoisi Egyetemen. Az egyetemen nagy hatással voltak rá Carl Shipp Marvel előadásai. 1924. június 12-én feleségül vette Zella Zon Fordot. 1927-ben diplomázott. Diplomamunkájának címe The Sulfur In Insulin volt. 1967-től a Cornell Egyetemen dolgozott. 1974-ben agyvérzést kapott, s ezzel befejezte a tudományos karrierjét. Egy évvel felesége halála után ő is meghalt.

## Munkássága
Munkája során nagyon érdeklődött a kén a fehérjék és különösen a peptidek iránt. 
Csatlakozott az Alpha Chi Sigmához még az Illinoisi Egyetemen 1930-ban.

## Fordítás
- Ez a szócikk részben vagy egészben az Vincent du Vigneaud című angol Wikipédia-szócikk fordításán alapul.  Az eredeti cikk szerkesztőit annak laptörténete sorolja fel. Ez a jelzés csupán a megfogalmazás eredetét és a szerzői jogokat jelzi, nem szolgál a cikkben szereplő információk forrásmegjelöléseként.